# Orcinus
Orcinus es un género de cetáceos odontocetos pertenecientes a la familia Delphinidae, cuya única especie existente es la orca (Orcinus orca).

## Especies
- †Orcinus paleorca
- †Orcinus citoniensis
- †Orcinus meyeri
- Orcinus orca